# PRMT1
PRMT1 (англ. Protein arginine methyltransferase 1) – білок, який кодується однойменним геном, розташованим у людей на короткому плечі 19-ї хромосоми. Довжина поліпептидного ланцюга білка становить 361 амінокислот, а молекулярна маса — 41 516.
| 10         |  | 20         |  | 30         |  | 40         |  | 50         |
| ---------- |  | ---------- |  | ---------- |  | ---------- |  | ---------- |
| MENFVATLAN |  | GMSLQPPLEE |  | VSCGQAESSE |  | KPNAEDMTSK |  | DYYFDSYAHF |
| GIHEEMLKDE |  | VRTLTYRNSM |  | FHNRHLFKDK |  | VVLDVGSGTG |  | ILCMFAAKAG |
| ARKVIGIECS |  | SISDYAVKIV |  | KANKLDHVVT |  | IIKGKVEEVE |  | LPVEKVDIII |
| SEWMGYCLFY |  | ESMLNTVLYA |  | RDKWLAPDGL |  | IFPDRATLYV |  | TAIEDRQYKD |
| YKIHWWENVY |  | GFDMSCIKDV |  | AIKEPLVDVV |  | DPKQLVTNAC |  | LIKEVDIYTV |
| KVEDLTFTSP |  | FCLQVKRNDY |  | VHALVAYFNI |  | EFTRCHKRTG |  | FSTSPESPYT |
| HWKQTVFYME |  | DYLTVKTGEE |  | IFGTIGMRPN |  | AKNNRDLDFT |  | IDLDFKGQLC |
| ELSCSTDYRM |  | R          |  |            |  |            |  |            |

A: Аланін

C: Цистеїн

D: Аспарагінова кислота

E: Глутамінова кислота

F: Фенілаланін

G: Гліцин

H: Гістидин

I: Ізолейцин

K: Лізин

L: Лейцин

M: Метіонін

N: Аспарагін

P: Пролін

Q: Глутамін

R: Аргінін

S: Серин

T: Треонін

V: Валін

W: Триптофан

Кодований геном білок за функціями належить до трансфераз, метилтрансфераз, фосфопротеїнів. 
Задіяний у такому біологічному процесі, як альтернативний сплайсинг. 
Білок має сайт для зв'язування з S-аденозил-L-метіоніном. 
Локалізований у цитоплазмі, ядрі.